# Christian Mortensen

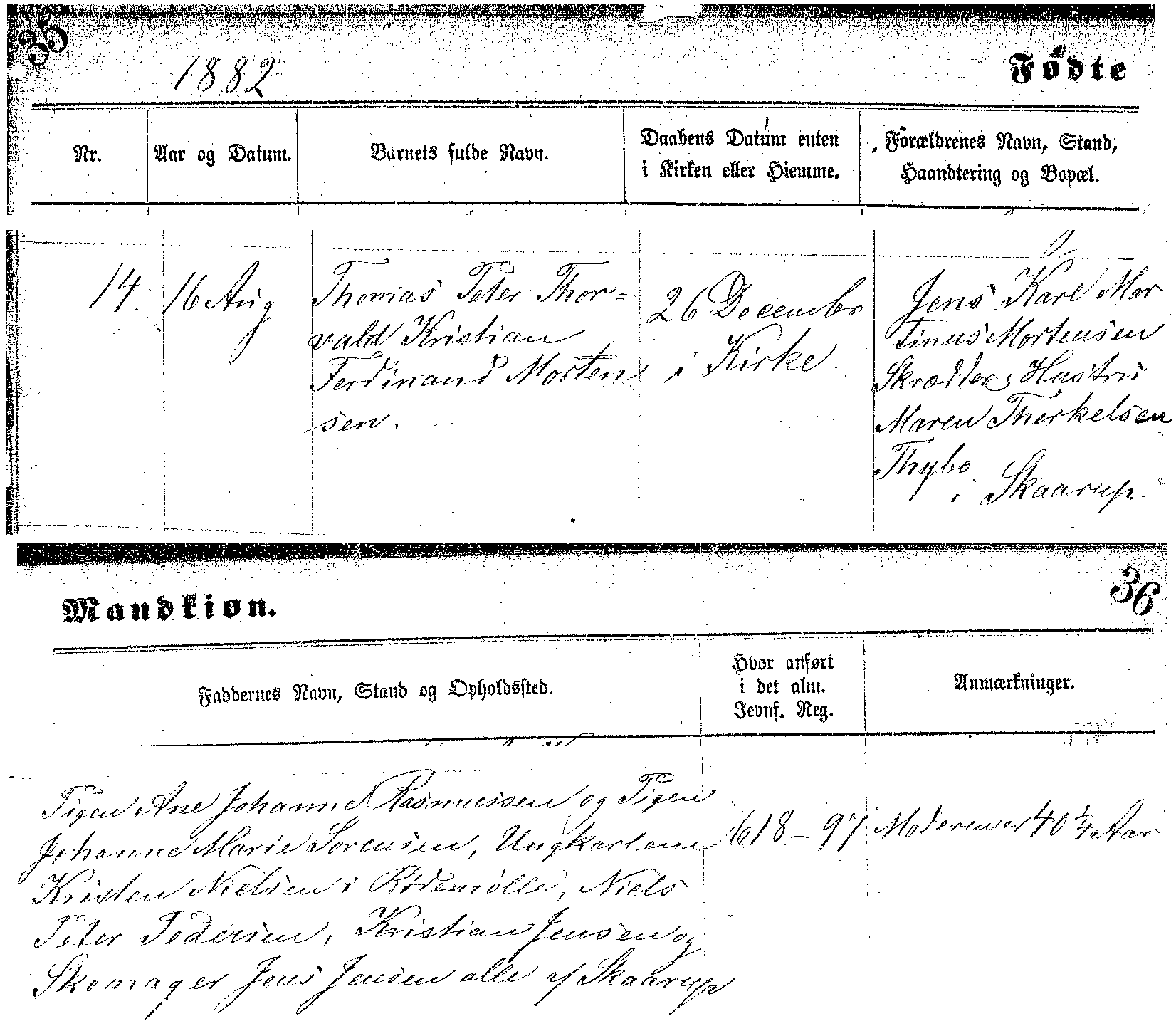
Geburtsurkunde von Christian Mortensen

Christian Mortensen (* 16. August 1882 in Skaarup bei Skanderborg, Dänemark als Thomas Peter Thorvald Kristian Ferdinand Mortensen; † 25. April 1998 in San Rafael, Kalifornien) war ein dänisch-US-amerikanischer Altersrekordler.
Mortensen war der erste Mann, der erwiesenermaßen 114 und 115 Jahre alt wurde. Von 1996 bis 2012 galt er als nachweislich ältester Mann der Welt. Sein Altersrekord wurde am 28. Dezember 2012 vom Japaner Jiroemon Kimura übertroffen. Mortensen ist der bisher zweitälteste Mann und der älteste Mann außerhalb Japans.

## Leben

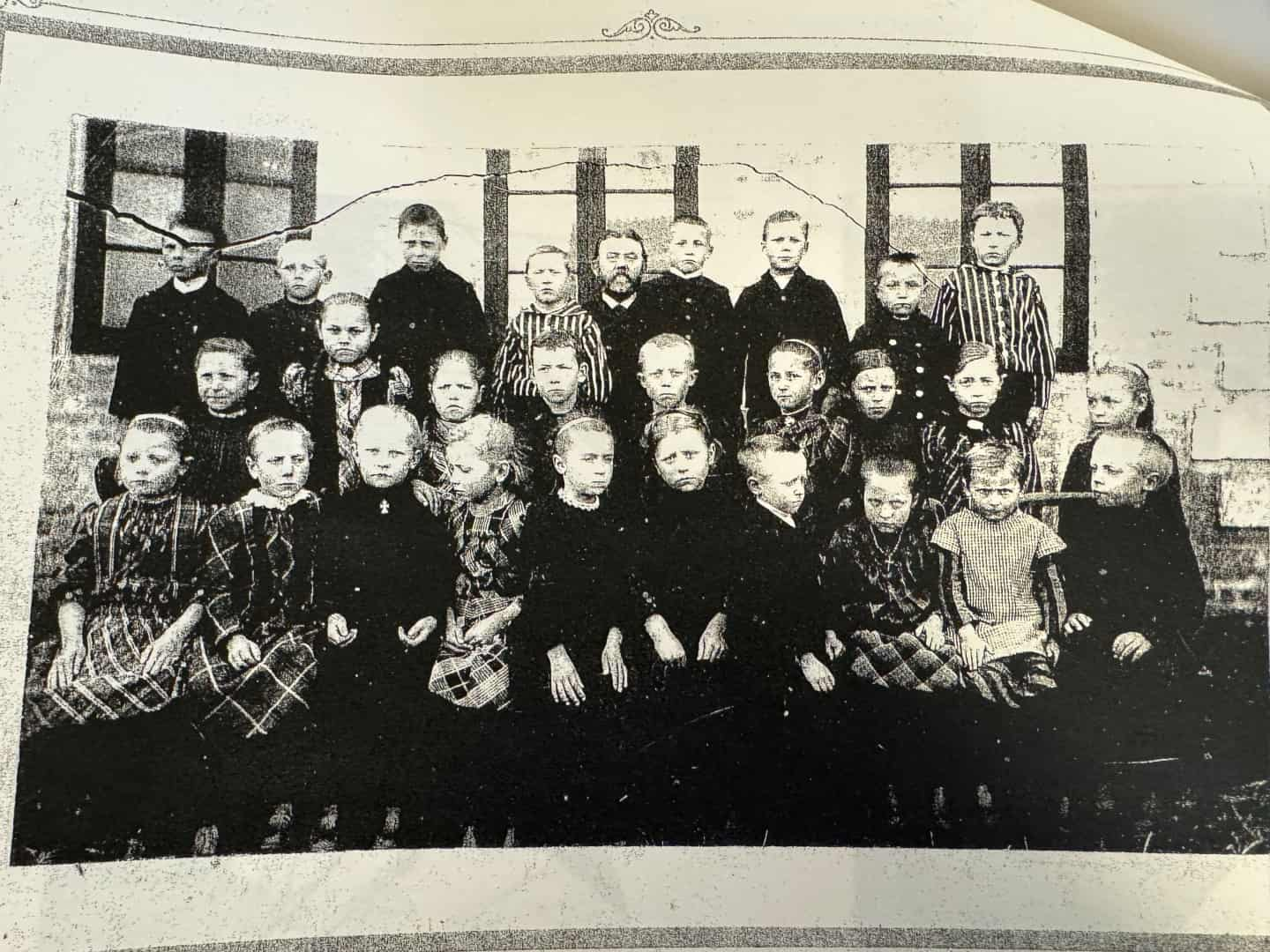
Mortensen als Schuljunge (obere Reihe, 2.v.l.)

### Dänemark

#### Herkunft und frühe Jahre
Mortensen wurde als jüngster von sechs Brüdern des Seemanns Jens Carl Martinus Mortensen und seiner Ehefrau Maren Therkildsen Thyboe geboren und am 26. Dezember 1882 in der Fruering Kirke, einer evangelisch-lutherischen Kirche in Fruering, getauft. Sein Geburtsort Skaarup (Skårup) gehörte zum Einzugsgebiet der Kirche. Skaarup ist ein Weiler, der in der Nähe des Dorfes Fruering liegt. 1896 wurde er konfirmiert. In seiner Kindheit war sein Rufname Thorvald, als er jedoch anfing in Skanderborg zu arbeiten, wurde er Kristian genannt. Seitdem er in den Vereinigten Staaten lebte, war er als Christian bekannt, seine Freunde nannten ihn Chris. Auf die Frage, warum er so viele Namen habe, antwortete er: „Irgendjemand mochte mich nicht, schätze ich, also haben sie mich mit vielen Namen belästigt.“

#### Arbeit und Ausbildung
In Dänemark verdiente er sein Geld zunächst als Landarbeiter und absolvierte eine Schneiderlehre in Skanderborg, der nächstgelegenen größeren Stadt.

### Vereinigte Staaten

#### Berufsleben
Mortensen emigrierte 1903 im Alter von 21 Jahren in die Vereinigten Staaten, lebte dort in verschiedenen Gegenden und arbeitete unter anderem als Milchmann und in einer Konservenfabrik. Insgesamt soll er in 26 Staaten gelebt haben. Er war nur kurz verheiratet und hatte keine Kinder. Die letzten 21 Jahre seines Berufslebens arbeitete er in einer Fabrik für die Continental Can Company. 1905 trat er der „Danish Brotherhood in America“ (Lodge 35) bei. Seine letzte Arztkonsultation datierte er bei der Aufnahme auf das Jahr 1900; Mikkel Hindhede soll ihn untersucht haben. Es ist unklar, ob Hindhede Mortensen auch Ernährungshinweise erteilt hat und Mortensen diese dann bewusst übernommen hat, oder ob Mortensen, ohne Kenntnis dieser, nur zufällig viele von Hindhedes Ernährungsanweisungen befolgte.

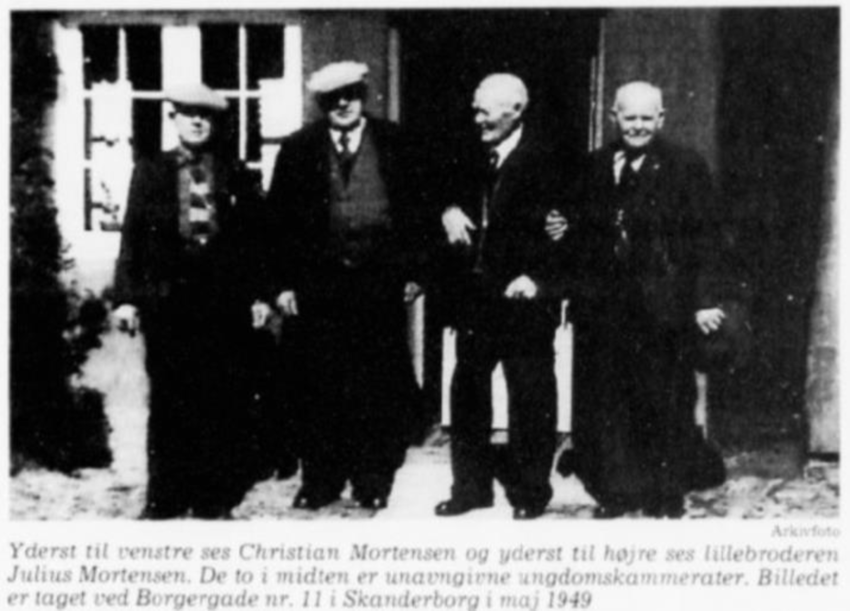
Christian Mortensen 66-jährig (links) im Mai 1949 gemeinsam mit seinem Bruder Julius Mortensen und zwei Freunden in Skanderborg. Borgergade Nr. 11 hatte Mortensen während seiner Zeit in Skanderborg bewohnt.

#### Ruhestand
Er ging 1950 in den Ruhestand. Besonders das Segeln war eins seiner Hobbys im Ruhestand. Nachdem Mortensen 1962 – er hatte nach 60 Jahren wieder Kontakt zu Familienmitgliedern aufgenommen – erneut nach Dänemark gereist war und als 79-Jähriger von einer Lokalzeitung in Skanderborg interviewt wurde, sagt er: „Wo ich meinen Hut aufhänge, ist mein Zuhause. Ich habe meine Kutsche und miete dort, wo ich ankomme, ein paar Zimmer und eine Küche. Ich kümmere mich selbst um das Kochen, und da mich niemand liebt, habe ich weder Familie noch Zuhause.“

#### Altenheim
Im Jahre 1978 zog er in eine Ruhestandsgemeinschaft nach San Rafael (Kalifornien), wo er seinen Lebensabend verbrachte. Bis ins Alter von 110 Jahren lebte er in dem unabhängigen Wohnbereich. Mortensen starb im Alter von 115 Jahren und 252 Tagen im Schlaf.

## Altersrekord
Nach dem Tode Frederick Fraziers im Juni 1993 wurde Mortensen der älteste lebende Mann, jedoch existierte diese Rubrik im damaligen Guinness-Buch der Rekorde noch nicht. Am 2. Januar 1996 übertraf er Fraziers Altersrekord und galt seitdem als der älteste Mann. Am 14. September 1996, vier Wochen nach seinem 114. Geburtstag, übertraf er als erster Mann das Alter von einer Million Stunden. In Erwartung des Titels „Ältester lebender Mensch“ nach dem Tode Jeanne Calments am 4. August 1997 sagte er, nachdem die Guinness-Redaktion die Auszeichnung an die damals 116-jährige Kanadierin Marie-Louise Meilleur vergeben hatte, verärgert: „Das haben sie nur gemacht, um meinen Geburtstag zu verderben.“
Während es für das Alter des seinerzeit noch vom Guinness-Buch anerkannten angeblich 120-jährigen Shigechiyo Izumi keine stichhaltigen Nachweise gibt und sein Alter in der Forschung entsprechend nicht mehr als verifiziert gilt, stoßen Mortensens Angaben auf keinerlei Bedenken: Einträge im Taufregister (26. Dezember 1882), im Konfirmationsbuch 1896 und in den Registern der dänischen Volkszählungen 1890 und 1901 belegen seine Lebensdaten.
Er ist bis heute der zweitälteste Mann der Welt und der älteste außerhalb Japans. Außerdem ist er bis heute die einzige in Skandinavien geborene Person, von der bekannt ist, dass sie ihren 113. Geburtstag überschritten hat. Die zweitälteste aus dieser Region, Astrid Zachrison aus Schweden, starb genau an ihrem 113. Geburtstag.

## Langlebigkeit

Christian Mortensen höchstbetagt

Für Christian Mortensens Langlebigkeit ist der Satz des US-amerikanischen Autors John Withingtons zutreffend: „no one could have expectedʼ that he would become the worldʼs oldest man.“
Mortensen war dafür bekannt, dass er gelegentlich Zigarren rauchte. Er fing damit laut John Withington im Alter von 20 Jahren an und rauchte bis zu seinem Tod 95 Jahre später. Laut dem Demographen John Wilmoth rauchte er ein paar Stück pro Woche. Laut dem Journalisten Peter Fimrite waren es mindestens eine pro Woche.
John Wilmoth fügt hinzu, dass er bis auf einige Jahre die allermeiste Zeit seines Lebens alleinstehend bzw. ledig und geschieden war. Zudem habe er nur wenige der sozialen und wirtschaftlichen Vorteile, die zu einem langen Leben und einer guten Gesundheit beitragen könnten, gehabt. Außerdem habe er keine hochkarätigen Hochschulabschlüsse oder hochrangige Jobs gehabt.
Mortensen selbst sagte bezüglich seiner Langlebigkeit: „Friends, a good cigar, drinking lots of good water, no alcohol, staying positive and lots of good singing will keep you alive for a long time.“ Er aß kein rotes Fleisch, sondern nur Fisch und Geflügel, zudem Gemüse.